# Grimbergen
Grimbergen este o comună în provincia - Brabantul Flamand, în Flandra, una dintre cele trei regiuni ale Belgiei. Comuna cuprinde localitățile  Beigem, Grimbergen, Humbeek și Strombeek-Bever. În 1 ianuarie 2006 Grimbergen avea o populație totală de 33.965 locuitori. Suprafața totală este de 38,61 km² cu o densitate a populației de 880 locuitori per km². Grimbergen este situată în zona flamandă vorbitoare de limba neerlandeză a Belgiei. Minoritatea vorbitoare de limba franceză este reprezentată de 4 membri din cei 30 în consiliul local. Grimbergen este cunoscută și prin mănăstirile Grimbergen, Norbertine și berea Grimbergen, prima produsă aici.

## Istorie

### Imperiul Roman și Evul Mediu
În timpul Imperiului Roman, câteva importante drumuri treceau pe lângă actualul teritoriu al comunei Grimbergen.  În secolul VIII a fost construită o cetate în punctul strategic ce traversează râul Zenne.  Domnitorul local a dobândit în curând o bucată mare din teritoriul de pe acest domeniu, cu extindere la râurile Escaut, Rupel, și Dender.

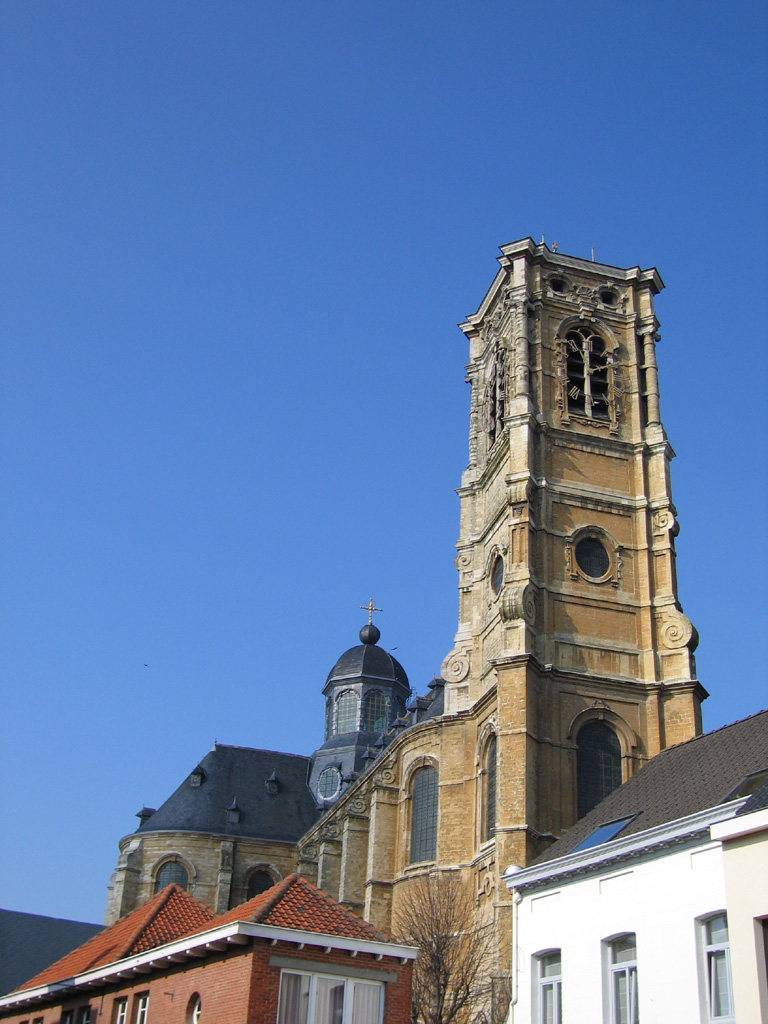
biserica mănăstirii Grimbergen

În secolul al 12-lea numele cătunului a fost  Grentberghis,  care vine din olandeza veche Grientbergen, în sensul movilele de nisip grosier. O comunitate de călugări augustinieni au încercat deja să se stabilească aici cu un secol mai devreme, în timpul domniei lui Godfrey III, Duce de Lorena de Jos, însa abia la începutul anilor 1100, această comunitate religioasă a început să prospere. Sub conducerea lui Norbert de Xanten, călugărul Norbertine a construit aici Abația Grimbergen în 1128. 